# CONFIG.SYS
CONFIG.SYS پرونده پیکربندی اصلی داس، اواس/۲ و همچنین سیستم‌عامل‌های مشابه است. CONFIG.SYS یک فایل اسکی است که شامل راه‌اندازی‌های امکان‌پذیر از طریق کاربر یا راهنمای‌های تنظیمات اجرا شده توسط راه‌انداز سیستم‌عامل است. CONFIG.SYS با داس ۲٫۰ رونمایی شد.